# Kosters kyrka
Kosters kyrka, tidigare Kosters kapell, är en kyrkobyggnad sedan 2006 i Strömstads församling (tidigare Tjärnö församling) i Göteborgs stift. Den ligger på Sydkoster i Strömstads kommun. 

## Kyrkobyggnaden
Kyrkan uppfördes 1938-1939 efter ritningar av slottsarkitekt Knut Nordenskjöld och invigdes i oktober 1939. Byggnadskostnaden var 85.130 kronor. Finansieringen skedde genom två kollekter inom stiftet. 
Byggnaden är belägen på en äng omgiven av bergknallar. Kyrkans exteriör är vitmålad med stående locklistpanel. Kyrkan vilar på en sockel av granit och både sadeltaket och tornhuven är belagda med skiffer. Planen består av långhus med smalare rakt avslutat kor i öster. Norr om koret finns en utbyggd sakristia. 
I väster finns ett kyrktorn med hög tornspira som kröns med kors och krona, symboliserande jordisk bedrövelse och kristen triumf. Denna typ av tornspira finns endast på fyra kyrkor i Sverige – förutom Koster i längst väster, även i Karesuando i norr, i Haparanda i öster och i Smygehuk i söder. Tornet är inbyggt i långhuset med ingång och vapenhus i bottenvåningen. 
Interiör med ett indraget, tunnvälvt tak, vilket även utgör tak i det separata koret. Fasta bänkkvarter med mittgång. 
Väster om kyrkan på andra sidan vägen finns ett bårhus, uppfört på 1950-talet, som delvis ingrävt i en sluttning.

## Inventarier
Inredningen är samtida med kyrkan.
- Korväggen ovanför altaret har ett runt fönster med glasmålningen "Den heliga staden", komponerad av Yngve Lundström och N. P. Ringström.
- Altartavlan är utförd av Gunnar Torhamn och skildrar hur Jesus talar till folket från en båt i Galileiska sjön.
- Vid norra väggen står en predikstol med kvadratisk korg och ljudtak, utförd av Conrad Carlman.
- Dopfunten har en cuppa med rundade former och ett fyrkantigt skaft med insvängda sidor.
- Orgeln är tillverkad av Lindegren Orgelbyggeri AB.